# 魔少年ビーティー
『魔少年ビーティー』（ましょうねんビーティー）、サブタイトル「COOL SHOCK B.T.」は、荒木飛呂彦による日本の漫画。『フレッシュジャンプ』（集英社）1982年3号に読切として掲載された後、『週刊少年ジャンプ』（同社）1983年42号から51号まで連載された。サブタイトルは「少年ピカレスク（悪漢小説）ロマン」。
荒木の連載作品としてのデビュー作。手品やトリックに長けた少年ビーティーと友人の公一が怪事件と遭遇する物語を展開する。

## 作風
平凡な少年の麦刈公一を語り手として物語は進む。転校生として現れ、公一の親友となったビーティーに関するエピソードが、一話完結形式で綴られていく。全5話でコミックスは全1巻完結である。読切版は単行本『荒木飛呂彦短編集 ゴージャス☆アイリン』に収録されている（#既刊一覧参照）。
正義や熱血を重んじる当時の少年漫画界において、「魔少年」というタイトルと悪行を繰り返す主人公は、異色の存在であった。しかしながら一方で、主人公の精神的高潔さを貫く姿勢や、彼なりの正義に対する考え方、友情を重んじる精神なども、同時に描かれている。

## あらすじ
平凡な少年麦刈公一は、ある日、転校生のビーティーと出会う。科学や心理学などを巧みに使った奇術やトリックが得意なビーティーは、その好奇心から様々な悪事（単なる悪戯から犯罪まで）を実行していく。学校のキャンプでビーティーが不良達に絡まれた際、ただ一人彼を助けようとした公一は、やがてビーティーと親友になる（もちろん、後でビーティーは、その不良達には持ち前のトリックで制裁を与えた）。ビーティーと公一のコンビは、あるときは様々な事件に巻き込まれ、またあるときは積極的に悪事をはたらいていく。事件や悪事を通じて、2人は様々な悪漢達と対峙し、その中で彼らなりの正義を貫いていく。

## 制作
荒木は当初連載を目指して読切を発表したが、作品のコンセプトが編集部に理解されず、理解のあった担当編集者椛島良介が根気強く説得し2年を経て連載を開始した。雑誌連載がスタートしたものの人気は低迷し、第3回の掲載後のアンケートを見た担当編集者は既に打ち切りを予想しており、結局10回の連載で終了することになった。しかし最終回のアンケート結果だけが好評だった理由を担当編集者と検討した際、最終回だけにあった主人公と敵の頭脳戦が理由ではないかと推測し、自身が目指す『漫画の王道』や、後に連載するヒット作『ジョジョの奇妙な冒険』で注目された『頭脳バトル』についての理解が深まったという。
当時、荒木は故郷の仙台市に在住していたが、本作の連載終了を機に本格的な作家活動に入るため上京している。
2021年10月19日発売の『ウルトラジャンプ』11月号に、本作の60年後の世界を舞台とする読切「魔老紳士ビーティー」が掲載。原作は西尾維新、作画は出水ぽすかによる。『JOJO magazine』2023 WINTERには第2話が、2024 WINTERにはビーティーの青年期を描く「魔好青年ビーティー」が掲載された。 
2024年3月4日発売の『最強ジャンプ』4月号に、本作をリブートした読切を掲載。脚本は羊山十一郎、コンテ構成を雀村アオ、作画を松谷祐汰が担当している。

## 登場人物
ビーティー
本作の主人公。「13日の金曜日、13時13分」に麦刈公一が学校にて出会った、謎多き少年である。非常に気高い精神と、自らの行動に罪悪感を一切感じない悪魔的精神を併せ持つ。本名・来歴などは一切明かされていない。非常に気転の利くトリックスターであり、臨機応変に手品やトリック技、心理話術をこなしては、様々な相手にスリリングに打ち勝っていく。自身が「ケイパー」と呼ぶ（無邪気な）悪巧みを実行することに興味を持っており、連載では語られない部分でも、しばしば公一を巻き添えにしている。しかし、彼にとって公一は、何物にも代えられない大切な友人であることは確かで、彼のためにわざと自分を窮地におくこともある。化石や標本といったアイテムを収集する趣味を持っている。本人は明言していないが「ケイパー」によって盗んだものと覚しきものが多数コレクションされている。考え事をしたり何か企んでいる時などに耳を触る癖がある。相手に向けて放つ「（要求を呑め！）さもなくば! 然るべき報いを食らわせてやる!」が決め台詞。普段は冷静沈着かつ大胆で、上級生や大人さえも手玉に取るが、恋愛方面の経験は少ないらしく、憧れの女性に関することでは動揺したりムキになったりする年齢相応の少年らしいところも見せる。演劇部所属で、『魔老紳士ビーティー』ではこの経験を活かしてボランティアで演劇活動をしている。
「ビーティー」のネーミングは、彼のイニシャル（B.T.）である。物語の語り手の公一が「仮にそう呼ぶ」としており、本当の名前は作中では明かされていない。また、これが彼の本名にちなむものなのかどうかさえも不明である。荒木飛呂彦によると、BTというイニシャルは、『コブラ』作者の寺沢武一からとったものであるとのことである。なお、荒木は、それ以前には、『ファンロード』の『バオー来訪者』特集で「特定の人とか名前から取ったというわけではありません。T（ティー）で終わるイニシャルが格好いいなと、以前から思っていたんです。で、そこにアルファベットを順番に付けていくと、エーティー…ではいまいち。ビーティー…なんか良い感じだな。で決めました。」と語っている。
『魔好青年ビーティー』では20代の姿で描かれており、家業の手伝いという形で、表向きは手品師として世界各地で活動している。
本作より60年後を舞台とした『魔老紳士ビーティー』では70代のスーツ姿の老紳士として登場。家業を継いでおり、ボランティアで演劇活動をしながら悠々自適な日々を過ごしている。既婚者で、妻はイギリスで実業家(貿易会社)として活動している。クラシックカーを所有しているが運転は荒い。
麦刈公一（むぎかりこういち）
ビーティーと出会った事で彼の起こす事件に巻き込まれる、いたって平凡な少年である。正義感に強く、友情を大切にする一面もある。また、それゆえにビーティーと親友になる。前述の通り、この作品は彼の独白という形を取っており、登場人物全員が主人公を作中で｢B.T(ビーティー)｣と呼んでいるのも、関係者からの怒りと復讐を避けるための公一の「措置」である。人がよく、物事を断れない性格であり、強引なビーティーに連れ回されては事件に巻き込まれる役どころである。しかし、芯は強く、自身が危機に陥ってもビーティーとの友情を貫こうとする。
『魔老紳士ビーティー』にて、小説家として成功しており、35歳の頃にビーティーをモデルにした小説でデビューしている。ビーティーとの友情は健在で、今でも彼に振り回されているがある程度は慣れてしまっている模様。
おばあちゃん
ビーティーの祖母であり、彼と共に屋敷で暮らしている。ビーティーの両親は離れて暮らしており、おばあちゃんは彼の唯一の家族である。ビーティー以上に謎多き老婆であり、本名なども不明である。屋敷には来客が多いらしく（ビーティー曰く「顔が広い」）、きな臭い組織とも関わりを持っている。祖母がどういう人物なのかは、孫のビーティーすらよく知らない。ビーティーの「ケイパー」を咎めておらず、むしろ推奨している節がある。

### エピソードのゲスト

#### サマーキャンプ事件の巻
黒山（くろやま）
｢サマーキャンプ事件の巻｣に登場した生徒。身体の大きく短気な典型的いじめっ子であり、転校してきたばかりで言う事を聞かないビーティーに暴力や嫌がらせを仕掛けた。
赤川（あかがわ）
同話に登場した、細身で眼鏡をかけた生徒。黒山とつるんでビーティーに嫌がらせをするが、彼自身もまた黒山の抑圧の対象であり、黒山から脅しやイタズラを受けていた。飛び出しナイフを隠し持っている。ビーティーは赤川の性格・所持品と彼と黒山との関係を見抜いたうえで、黒山・赤川両人に巧妙な報復を仕掛けた。

#### イタズラ死体事件の巻
伊達（だて）
ビーティー達の先輩。成績優秀で剣道部の主将も務め、ハンサムで人気者であり、（すごくつまらない）ユーモアのセンスもあり、絵に描いたような模範生徒である。しかし一方で、演劇部に入ったビーティーのメイクを見て、ビーティーを小馬鹿にするといった陰湿な一面を持つ。ビーティーの怒りを買い、彼の計略によって、下記の天妃子を含む生徒達の前で恥をかかされてしまった。
天妃子（あいこ）
ビーティー憧れの先輩。彼女と伊達が懇意にしているのをビーティーが見て、今回のイタズラの決行に踏み切った。
ニの森（にのもり）
伊達と同じ剣道部の一員である。剣道の腕前は伊達に一歩及ばず、皆に慕われる彼を嫌っている。その感情をビーティーに利用されて、伊達をハメるための「イタズラ死体」役に挑むが、思わぬアクシデントに見舞われた。ビーティーの計略は失敗かに思われたが、ビーティーはそれも切り抜けた。口癖は「ムカドタマー」。

#### おじさんX事件の巻
所長（しょちょう）
ビーティー達のサイクリングで訪れた先に現れた本名不詳の変人。｢強制捕虜収容所の所長｣になりきっており、鷲の意匠や黒十字、トーテンコップ、ルーン文字のSSなどのシンボルをあしらった軍服を身につけている。下記の曹長と一緒に、それまでは犬猫を虐待して遊んでいたが、ビーティー達を見つけて、虐待行為の対象の手を人間に伸ばそうとした。しかし最終的には、曹長ともどもビーティーのトリックでやっつけられ、ビーティーに有り金を巻き上げられてしまった。
曹長（そうちょう）
所長の部下役になりきる大男である。少々ニブいが、怪力でビーティーと公一を追い詰めた。

#### 恐竜化石泥棒事件の巻
西戸（さいこ）
デパートの警備員。『デパートの影の支配者』になりきる妄想に取り憑かれており、脈絡の無い脅しで、ビーティーたちに絡んだ。深夜のデパートに化石を盗みに侵入したビーティーと公一を、チェーンを振り回して追いかけ回したが、ビーティーによるハッタリの化学トリックの前に敗北した。
女スパイ（おんなスパイ）
ビーティー達の化石泥棒に乗じて、盗品疑惑のかけられた支店長の金庫を探っていた。彼女は、ビーティーのおばあちゃんの差金であった。

#### そばかすの不気味少年事件の巻
そばかすの少年（そばかすのしょうねん）
素性の知れない子供。公一のパパの車と接触事故を起こすが、それは当たり屋行為であり、麦刈家に上がりこむための作戦だった。とてもずる賢く、ビーティーに賭けごとを挑み、勝負巧者のビーティーを一度は打ち負かした。しかし、その賭けで奪った公一の犬（タロー）をビーティーに利用され、敗北した。悪役ではあるが、その敗北を潔く認め、ビーティーを称賛するなどの一面ももっていた。
『魔老紳士ビーティー』では不動産詐欺グループのリーダーとして登場。因縁のライバルであるビーティーにリベンジすべく暗躍する。
家族からは「マナブ」と呼ばれている。
少年の家族（しょうねんのかぞく）
そばかすの少年を使ってターゲットに弱みを握らせてから、そのターゲットの家庭内に上がり込み寄生する、という悪辣な手段を用いて生活してきた一家である。今回は麦刈家を標的にした。ビーティーに一服盛られて病院送りにされ、そのことをそばかすの少年を計略にはめるのに利用された。

#### 読み切り版
中川冬子（なかがわふゆこ）
読み切り版（有罪くずし事件）に登場したビーティーの憧れの上級生。ルポライターに落とした生徒手帳をネタに呼び出され、乱暴されそうになったので抵抗した際にルポライターを誤ってハサミを突き立て殺害した、という事を自供して逮捕・連行された。
ビーティーの活躍で無罪放免となったが、後に公一はルポライターが撮った彼女が万引き行為をしている写真を見つけており、彼女の「自供」に疑問を感じ、またこの事を知った場合のビーティーの心境を汲んで内緒にする事を決めて幕は閉じる。
ルポライター
冬子に乱暴しようとしたところ、冬子の抵抗にあい、背中にハサミを刺されて殺害された…とされる男性である。実は、様々な相手に盗撮によるゆすり行為を行っていた。
警部補（けいぶほ）
今回の殺人事件を担当した警部補である。冬子をルポライター殺害容疑で逮捕した。実は、暴力団から賄賂を受け取っていたところをルポライターに撮影され、それをネタにゆすられていた。その事を知ったビーティーは真犯人は警部補であり冬子に罪をなすりつけたという巧妙なストーリーを組み立てた。
本当にその通りだったかは真実は不明だが、賄賂行為を暴かれ立場が悪くなった警部補は言葉巧みにビーティーによって拳銃を抜くよう誘導させられた上に、拳銃を抜いた場面を下記の記者に押さえられ、結果破滅した。また、警部補の他にも警察関係者が数名関与していた事が判明し、一時期メディアを賑わせた模様。
新聞記者（しんぶんきしゃ）
公一の叔父の新聞記者で、警部補から聞いた今回の事件の概要をビーティーと公一に話した。冬子がルポライターを殺害した経緯に疑問を持ち、取材を進め、ビーティーが用意した決定的場面を押さえることに成功した。

## 既刊一覧
- 魔少年ビーティー (ジャンプ・コミックス) - 1984年発売。ISBN 978-4-08-851018-7
- 魔少年ビーティー (集英社文庫) - 2000年発売。上記ジャンプ・コミックスの装幀をリニューアルし、2000年時点での作者のあとがきなどを新たに付したもの。ISBN 978-4-08-617485-5
- ゴージャス☆アイリン (集英社文庫) - 2011年発売の荒木飛呂彦の短編集。読み切り版の「魔少年ビーティー」を収録している。ISBN 978-4-08-619309-2